# Fragments (Aristòtil)

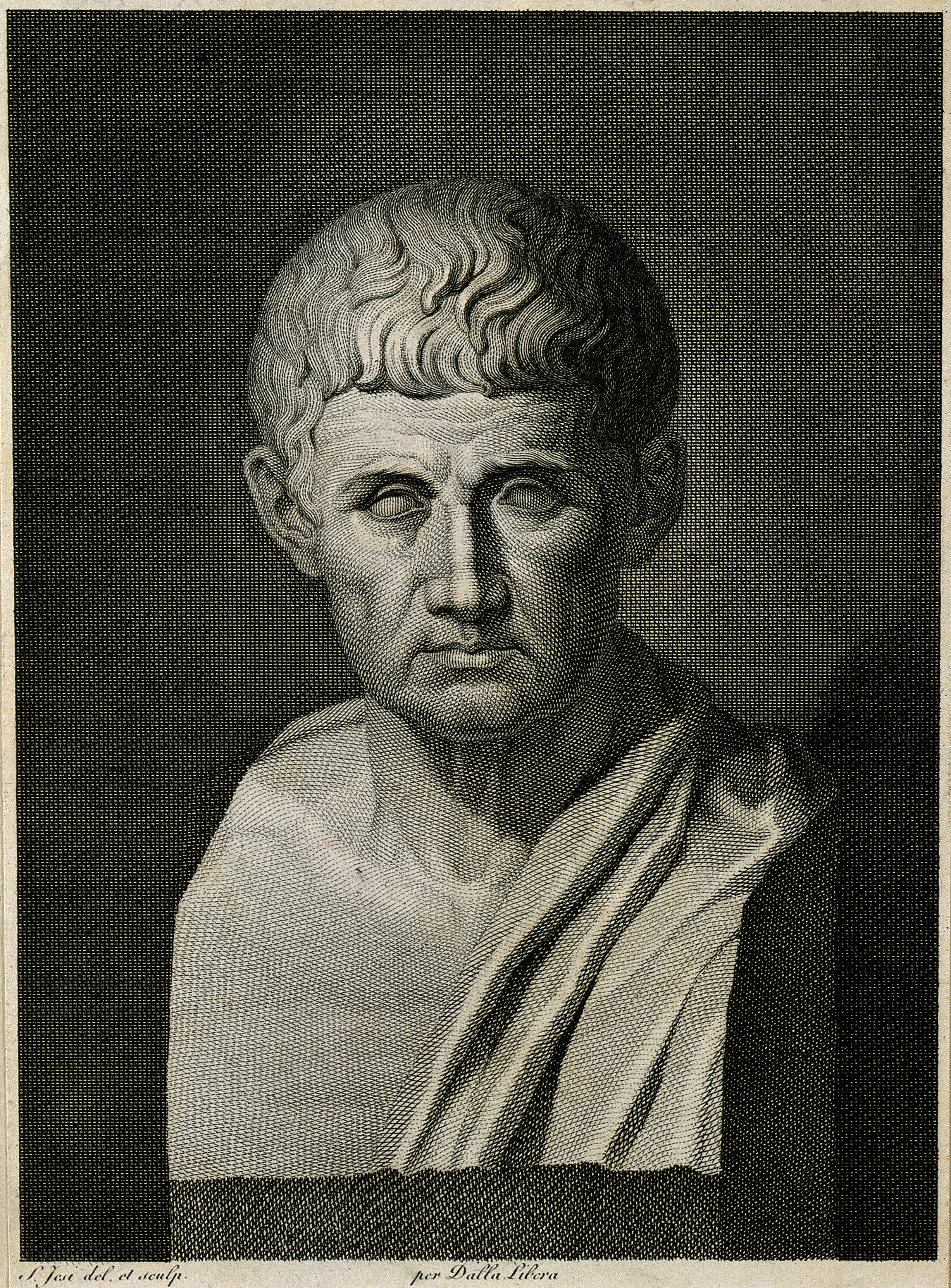
Gravat d'Aristòtil

Els Fragments d'Aristòtil són un grup d'obres perdudes exotèriques d'aquest autor que ens han pervingut de manera fragmentada.

## Història
| «                                                                          | "[…] ja sabem que, si de Plató conservem les obres exotèriques, d'Aristòtil en conservem sobretot les esotèriques. És fàcil imaginar que les obres desaparegudes d'Aristòtil hagueren omplert millor les nostres exigències artístiques perquè es dirigien a públics generals, quan una autoritat com Ciceró assegura que eren un cabal d'eloqüència [...]" | » |
| — Alfonso Reyes. La crítica en la Edad Ateniense, Obras completas, p. 205. | |   |

Aquest grup d'obres no formen pas part delCorpus Aristotelicum amb l'enumeració de Bekker. S'inclogueren, però, en el cinqué volum de la seua edició, publicat per Valentin Rose. Aquests no se citen amb els números de Bekker, sinó seguint els números dels fragments. La primera edició de Rose dels fragments d'Aristòtil fou Aristoteles Pseudepigraphus (1863).
Com indica el títol, Rose en considerà que totes eren falses. La numeració dels fragments en una edició revisada per Rose, publicada en la sèrie Teubner, Aristotelis qui ferebantur librorum fragmenta, del 1886, encara s'utilitza, tot i que n'hi ha una edició més actual amb una numeració diferent d'Olof Gigon (publicada el 1987 com a nou volum 3 en la reimpressió de Walter de Gruyter de l'edició Bekker), i una nova edició de Gruyter d'Eckart Schütrumpf.

## Obres

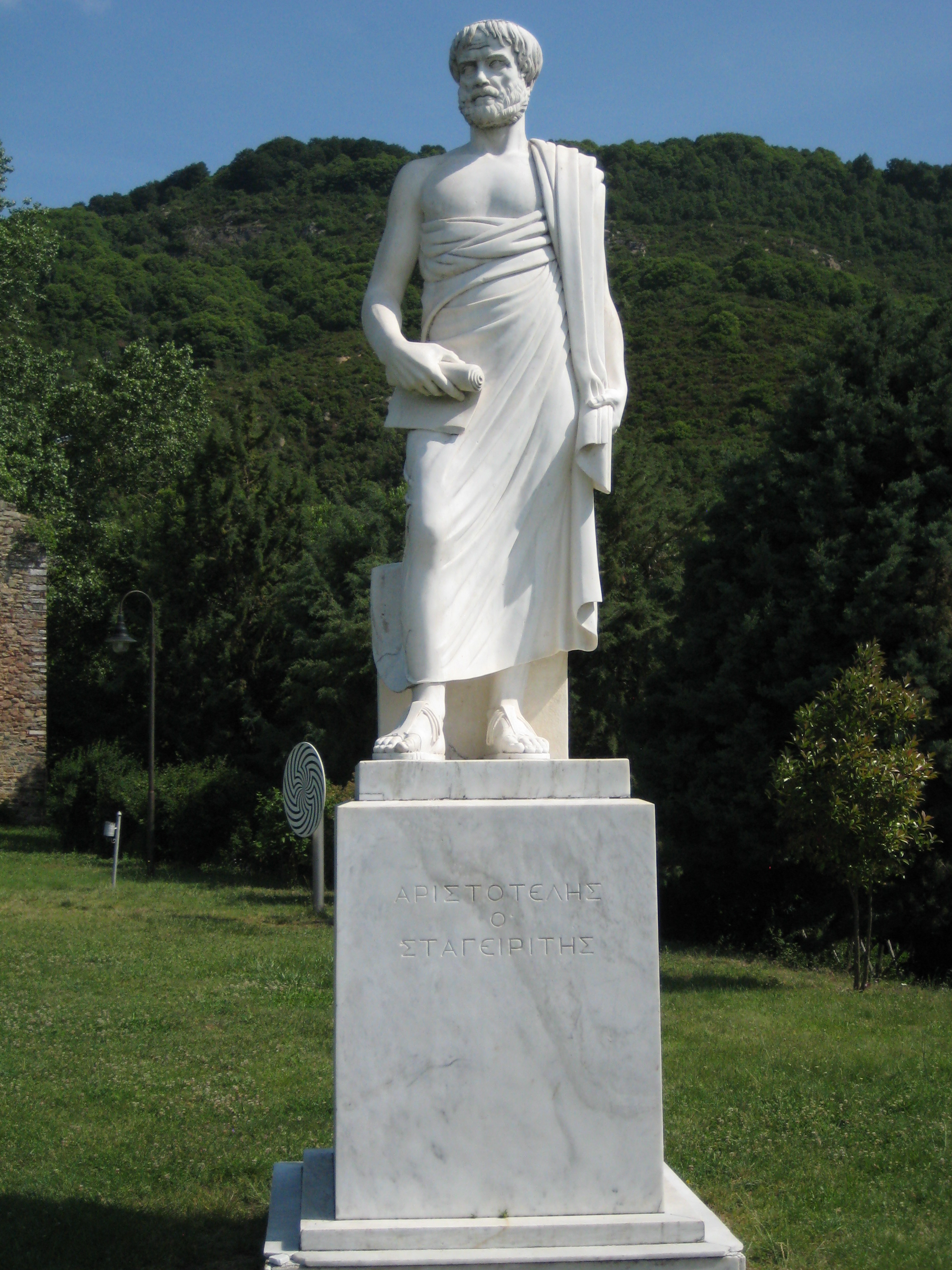
Estàtua d'Aristòtil

La majoria de fragments d'Aristòtil pertanyen a la seua producció exotèrica, és a dir, la que es destinava al públic. Les obres inclouen diàlegs com: Sobre la filosofia, Eudem o Sobre l'ànima, Sobre la justícia, Sobre l'educació... Les obres, possiblement il·legítimes, com Sobre les idees, van sobreviure gràcies a cites d'Alexandre d'Afrodísies en el seu comentari sobre la metafísica d'Aristòtil. El comentarista Elies expressa que la diferència entre els diàlegs i els tractats del corpus és que en els primers ensenya creences d'uns altres i els segons les seues creences pròpies.
La majoria de textos pertanyen al primer període intel·lectual d'Aristòtil en l'Acadèmia de Plató (368-348 abans de la nostra era). Potser el primer escrit exotèric en fou Grill o Sobre la retòrica, un atac a Isòcrates, mentre que els darrers en foren el Protrèptic i Sobre la filosofia. Aquestes eren les obres més conegudes d'Aristòtil en l'Antiguitat. Un altre dels seus primers diàlegs és Eudem, o Sobre l'ànima, que s'inspira en el Fedó de Plató i pren el nom d'Eudem de Xipre, un amic d'Aristòtil. A la mateixa època probablement pertany el Protrèptic, una exhortació a la vida filosòfica. Posteriorment s'assigna el diàleg Sobre la filosofia, en què Aristòtil dona una visió platònica del progrés de la humanitat, però apartant-se de Plató (348-335 ae). Aquest diàleg pertany si fa no fa a la mateixa data que les primeres parts de la Metafísica. A un període encara més tardà pertanyen Alexandre o Sobre els colons i Sobre la monarquia. D'altres diàlegs no queden pràcticament més que els noms.
A més a més d'aquestes obres, n'hi ha poemes i cartes.

### Llista de fragments

#### Testimoniatges
Formen una llista de cites i testimoniatges de fragments de part d'Aristòtil i també de comentaristes grecs.

#### Diàlegs
* Grill o Sobre la retòrica (360 ae)* Simposi
* Sofista
* Eudem o Sobre l'ànima (354 ae)
- Nerint
- Eròtic
- Protrèptic (351 ae)

* Sobre la riquesa
* Sobre l'oració
* Sobre la noblesa
* Sobre el plaer
* Sobre l'educació
* Sobre la reialesa
* Alexandre o Sobre la colonització
* Polític
* Sobre els poetes
* Sobre la filosofia
* Sobre la justícia

#### Obres lògiques
* Sobre els problemes
* Divisions
* Anotacions
* Categories
* Sobre els contraris

#### Obres filosòfiques
- Sobre el bé
- Sobre les idees
- Sobre els pitagòrics
- Sobre la filosofia d'Arquites
- Sobre Demòcrit

#### Poemes
Recull de poemes d'Aristòtil citats per comentaristes grecs, dels quals s'han conservat tres espècimens i cartes.